# Diriá
Diriá är en kommun (municipio) i Nicaragua med 7 040 invånare (2012). Den ligger i sydöstra Nicaragua i departementet Granada, vid sjön Laguna de Apoyo. Diriá är känd för sina många statyer i centralparken och däromkring.

## Geografi

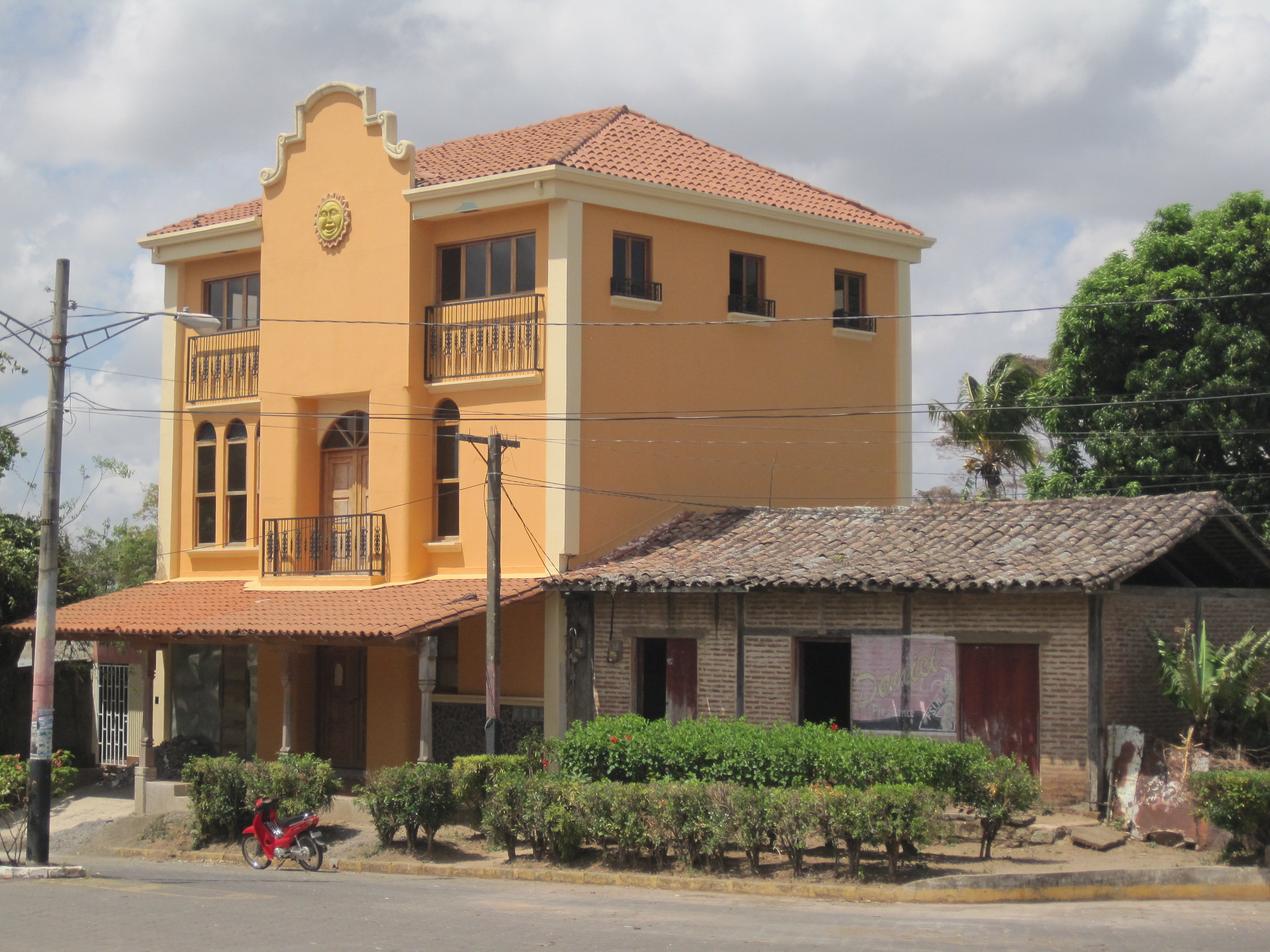
Hus i centralorten

Diriá gränsar till Laguna de Apoyo i norr, och till kommunerna Granada i öster, Diriomo  i sydäst, Nandaime i söder, La Paz de Carazo i sydväst, Niquinohomo i väster och San Juan de Oriente i nordväst.
Centralorten består av fem barrios, medan landsbygden runtomring består av sju comarcor. De fem barrios är Mario Narváez (1 083 inv, 2005), Ricardo Rivera (1 223), Pedro Aráuz Palacios (702), Luíz Francisco Rivera (439) och 17 de Julio (132). Comarcan Santa Elena (215) ligger mellan cenralorten och sjön Laguna de Apoyo. Övriga sex comarcor ligger söder om centralorten: La Zopilota (379), Palo Quemado (162), Los Jirones (655), El Arroyo (685), Playa Verdes (544) och San Diego (156).

## Natur

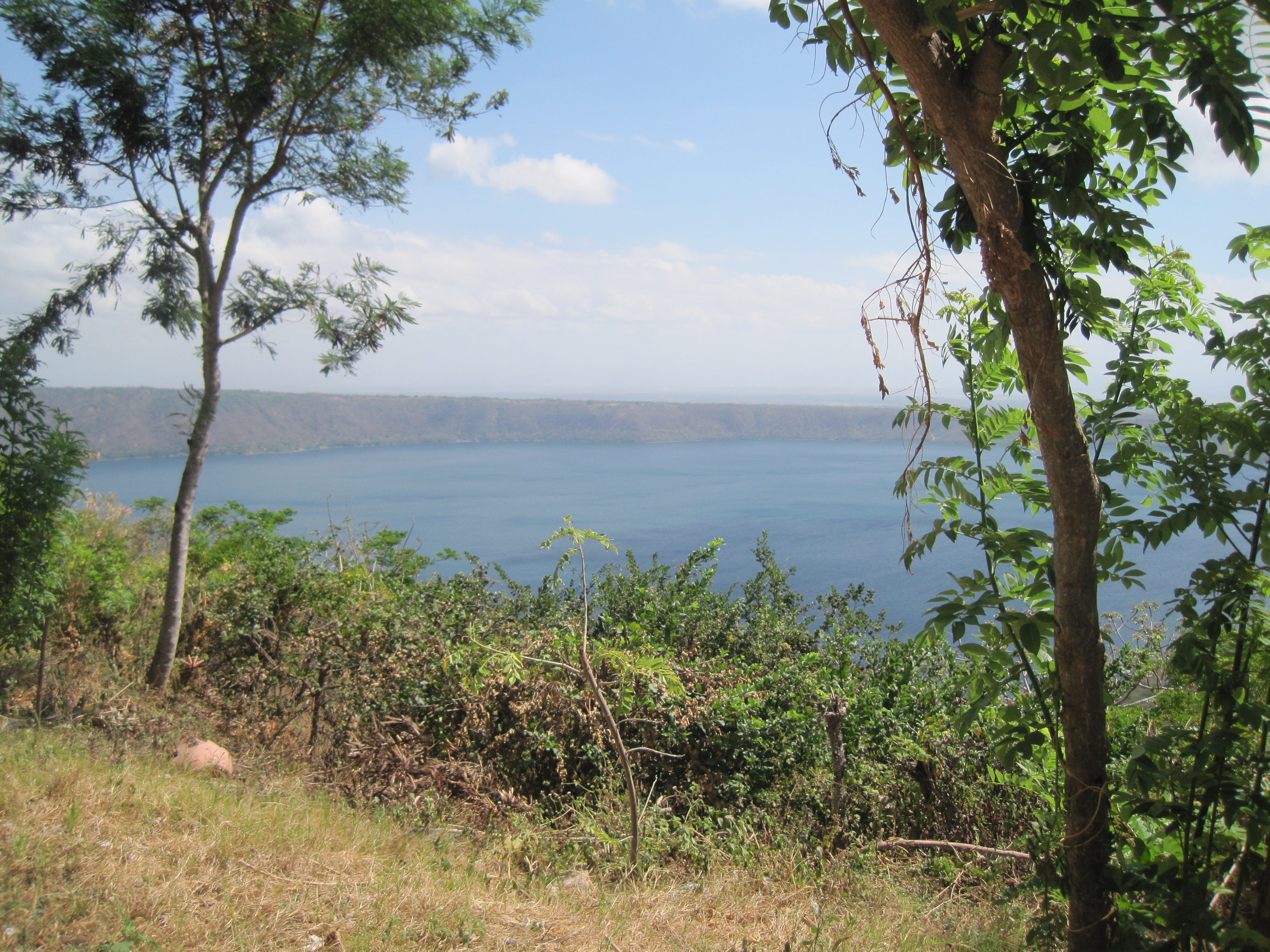
Laguna de Apoyo

Kommunens norra gräns utgörs av kratersjön Laguna de Apoyo och strax norr om centralorten finns det en utsiktsplats med fina vyer över sjön. För att komma ner till själva sjön måste man dock vandra nerför en liten slingrande stig.

## Historia
Diriá är en av de många indiansamhällen som redan existerade vid tiden för spanjorernas erövring av Nicaragua, befolkad av Chorotega indianer. Prästen Fray Francisco de Bobadilla besökte och beskrev platsen år 1528. Vid landets första folkräkning år 1548 hade Diriá 1 346 invånare.

## Religion

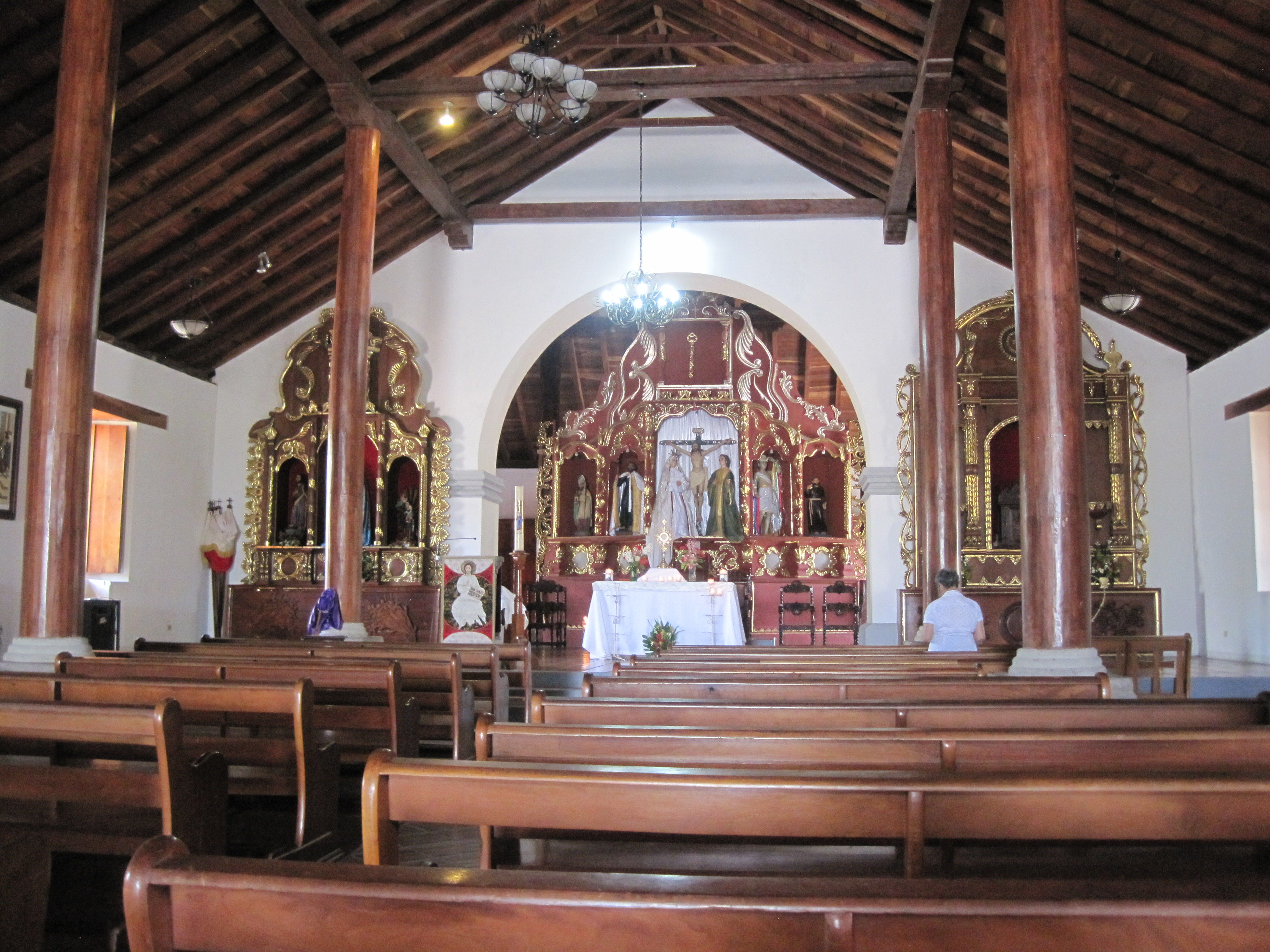
Kyrkan i Diriá

Diriá har en fin liten kyrka. Kommunen firar sina festdagar den 19-21 januari till minne av Sankt Sebastian och den 29 juni till minne av Sankte Per.